# Shin Getter Robo vs Neo Getter Robo
 Shin Getter Robo vs Neo Getter Robo  (真ゲッターロボ対ネオゲッターロボ –, Shin Gettâ Robo tai Neo Gettâ Robo) est un film d'animation japonais OAV (sorti directement en vidéo), réalisé par Jun Kawagoe, sorti en 2000 au Japon.

## Synopsis
Quelques années après la défaite de l’Empire reptilien par les mechas géants de combat de l’équipe de défense Getter dont l'un de ses membres s'est sacrifié en détruisant New-York, la paix sur Terre semble être pérenne. Hélas, le commandement de l’Empire reptilien s’est retiré sous le pôle nord, depuis lequel il lance une attaque surprise en 1998 sur les humains. Alors que l’équipe Getter doit recruter une nouvelle recrue, ils testent le nouveau Neo Getter Robo mais celui-ci est insuffisant contre les forces croissantes de l’Empire. L’équipe Getter fait alors appel au Shin Getter Robo pour mettre une fin à l’invasion de l’Empire reptilien qui utilise un vaisseau extraterrestre.

## Fiche technique
- Titre :  Shin Getter Robo vs Neo Getter Robo
- Réalisation : Jun Kawagoe
- Scénario : Ken Ishikawa, Gô Nagai
- Musique : Kazuo Nobuta
- Création des personnages : Ken Ishikawa
- Pays d'origine :  Japon
- Année de production : 2000
- Format : Couleurs -
- Genre : science-fiction, mecha
- Durée : 4 épisodes de 30 minutes
- Dates de sortie française : sortie en DVD

## Bonus: Dynamic Super Robot Soushingeki!!
L'édition japonaise de Shin Getter Robo vs Neo Getter Robo comporte en bonus un dessin animé en trois parties intitulé Dynamic Super Robot Soushingeki!! (ダイナミックスーパーロボット総進撃!! - Tous les Super Robots Dynamic à l'attaque!!). Réalisé à l'occasion des 25 ans de la société Dynamic Productions, il a pour particularité de rassembler quasiment tous les robots géants créés par Gô Nagai et son studio, y compris ceux qui ne s'étaient jamais rencontrés auparavant. On notera également qu'il ne comporte aucun dialogue. On y retrouve successivement Mazinger Z, Great Mazinger, Govarian, Groizer X, God Mazinger, Shin Getter Robo, Goldorak et enfin Mazinkaiser.

## Distribution
En France, les quatre épisodes ont été édités en version originale sous-titrée, par Blackbox éditions, dans le coffret DVD "Gô Nagai Collection", sorti en 2014. Cette édition ne comporte pas le bonus en trois parties Dynamic Super Robot Soushingeki.

## Commentaire
Composé de 4 épisodes :
1. Neo Getter Robo à l'attaque !
2. L'entrée en scène de Texas Mack !
3. Résurrection ! Shin Getter Robo
4. Dégagez la voie à l'avenir de la Terre !